# NGC 7671
NGC 7671 је лентикуларна галаксија у сазвежђу Пегаз која се налази на NGC листи објеката дубоког неба.
Деклинација објекта је + 12° 28' 4" а ректасцензија 23h 27m 19,3s. Привидна величина (магнитуда) објекта NGC 7671 износи 12,8 а фотографска магнитуда 13,8. NGC 7671 је још познат и под ознакама UGC 12602, MCG 2-59-44, CGCG 431-69, PGC 71478.